# Fiat Croma (1985)
El Fiat Croma es un automóvil de turismo del segmento D producido por el fabricante italiano Fiat entre 1985 y 1996.

## Historia
Fiat lanzó el Croma en 1985. En 1986 bajo la denominación TD id se convirtió en el primer automóvil turbodiésel del mundo en incorporar inyección directa. Fiat detuvo la producción del Croma en 1996 sin reemplazarlo, abandonando el mercado de los automóviles grandes. En once años que duró su fabricación, el Croma alcanzó las 450.000 unidades producidas.

## Descripción

### Plataforma y carrocería
El Croma comparte plataforma con los Alfa Romeo 164, Lancia Thema y Saab 9000. Su carrocería es de tipo liftback de cinco puertas y cinco plazas. El motor es delantero transversal y la tracción delantera.

### 1985 - 1991

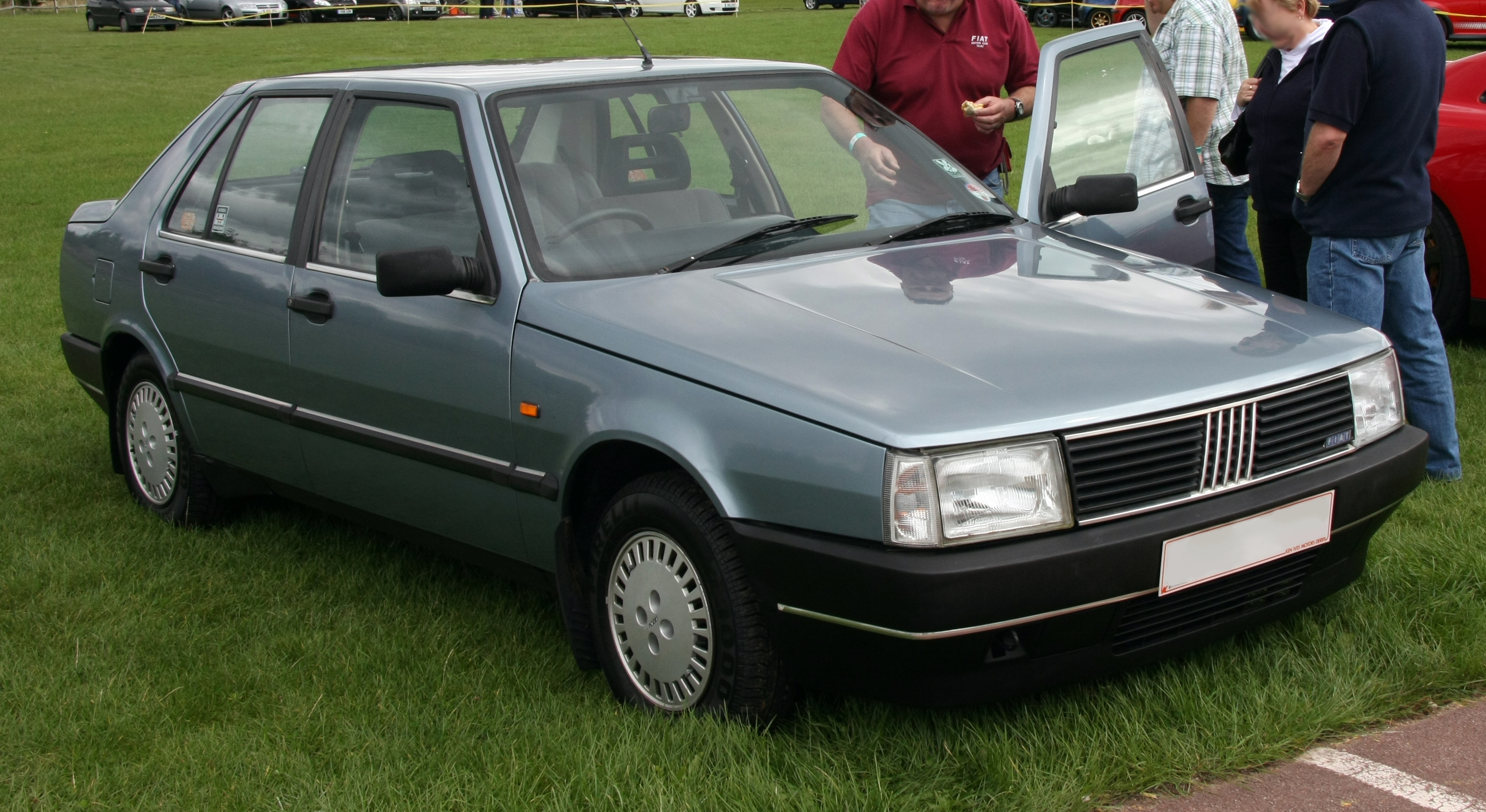
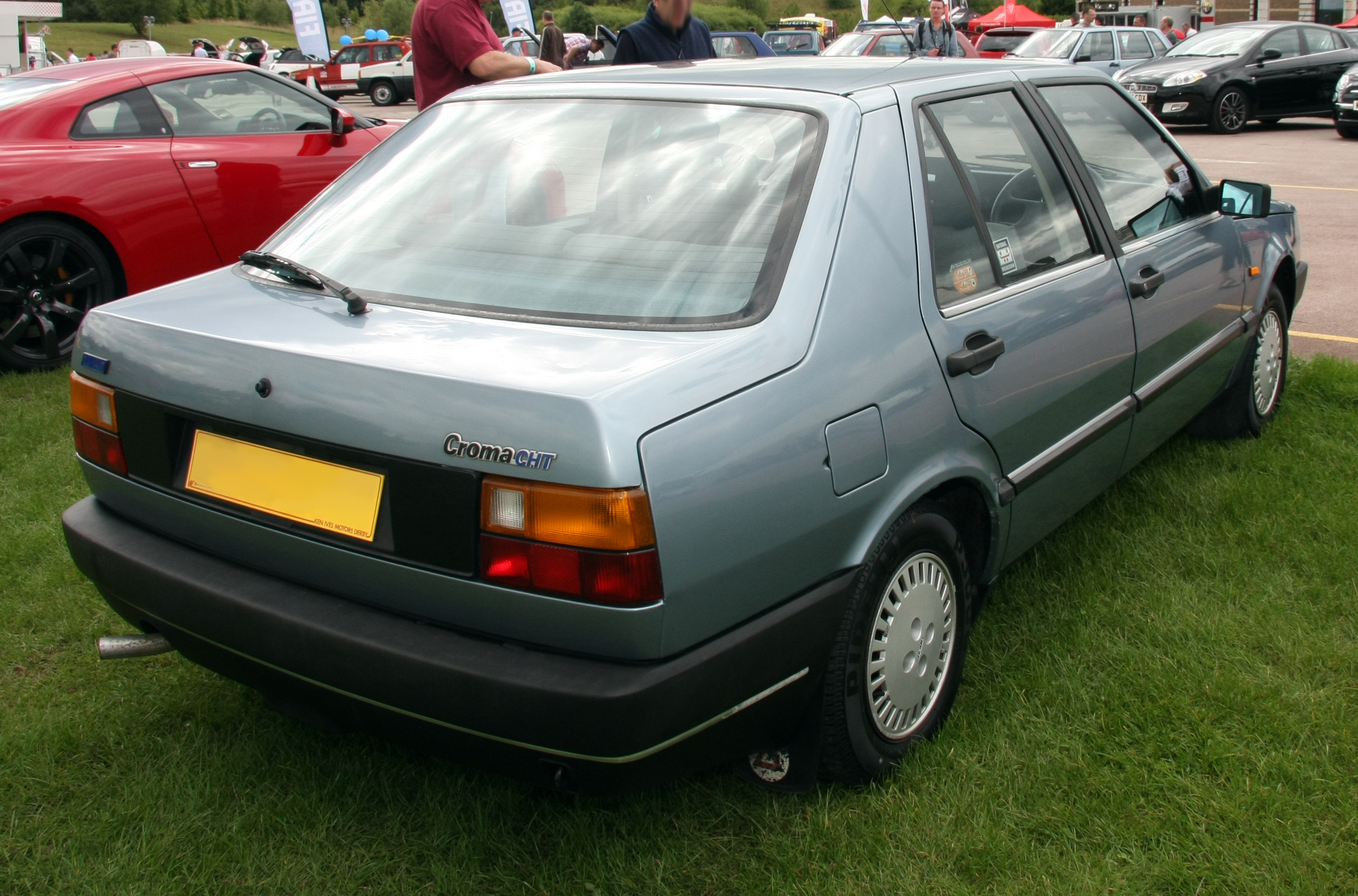
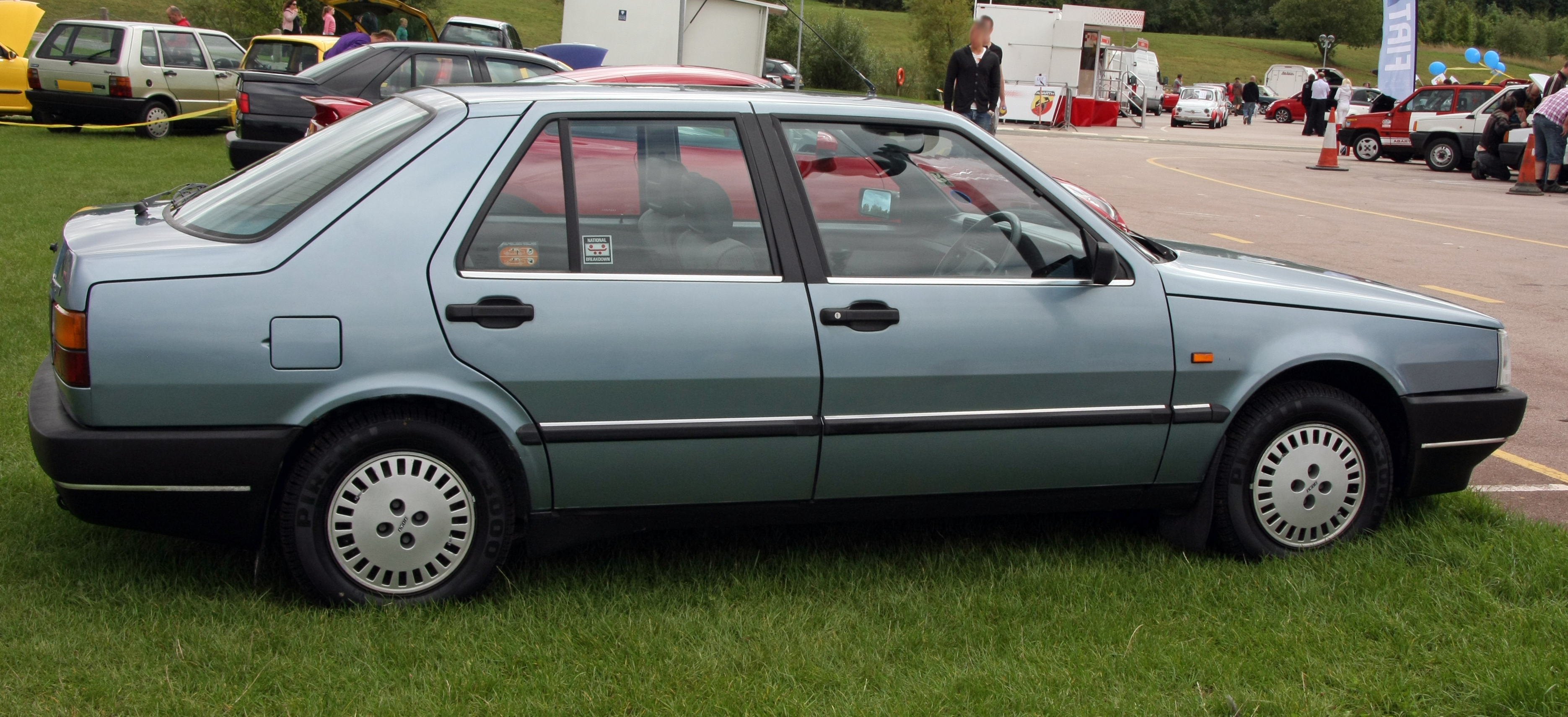

### 1991 - 1996

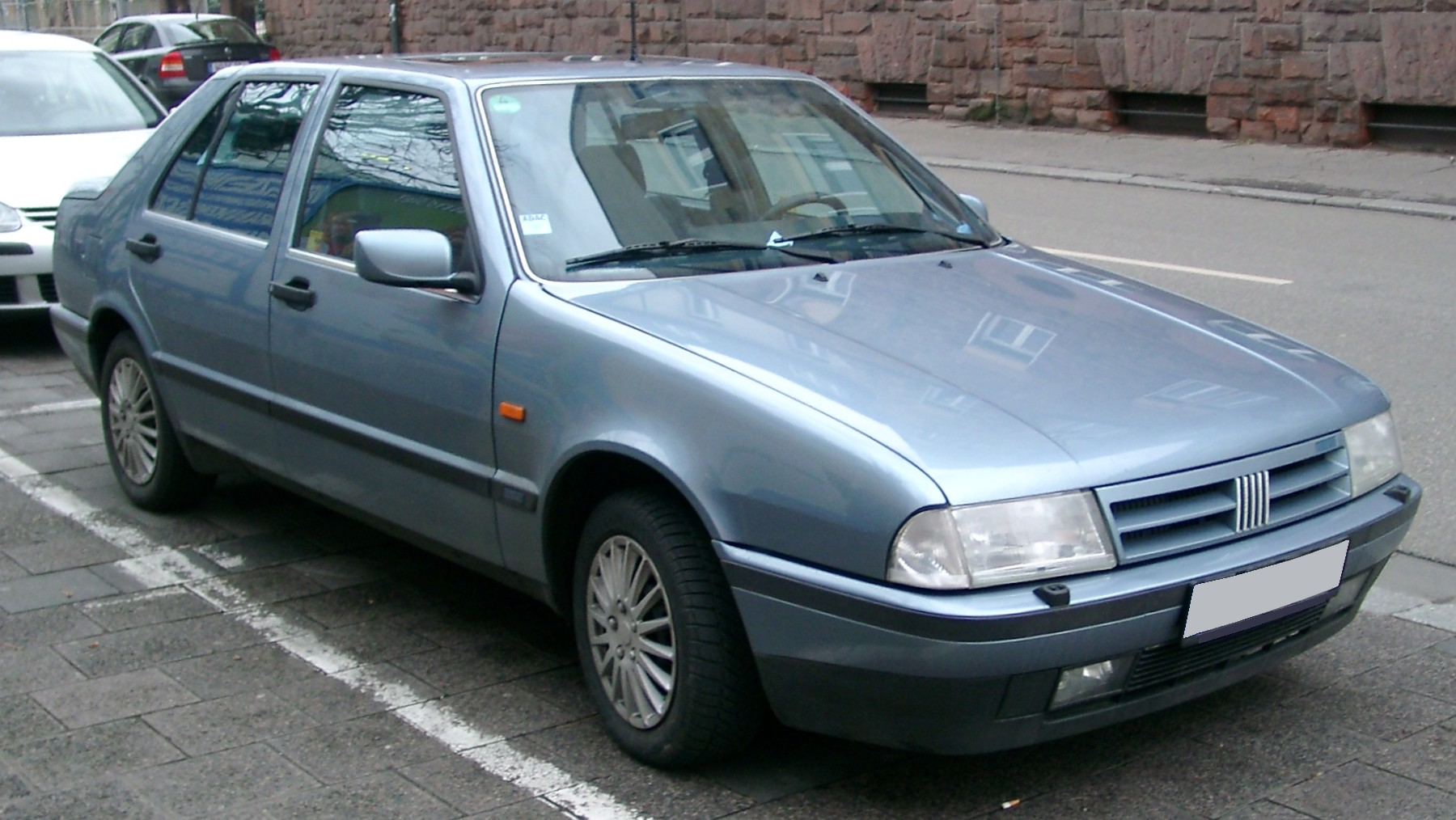
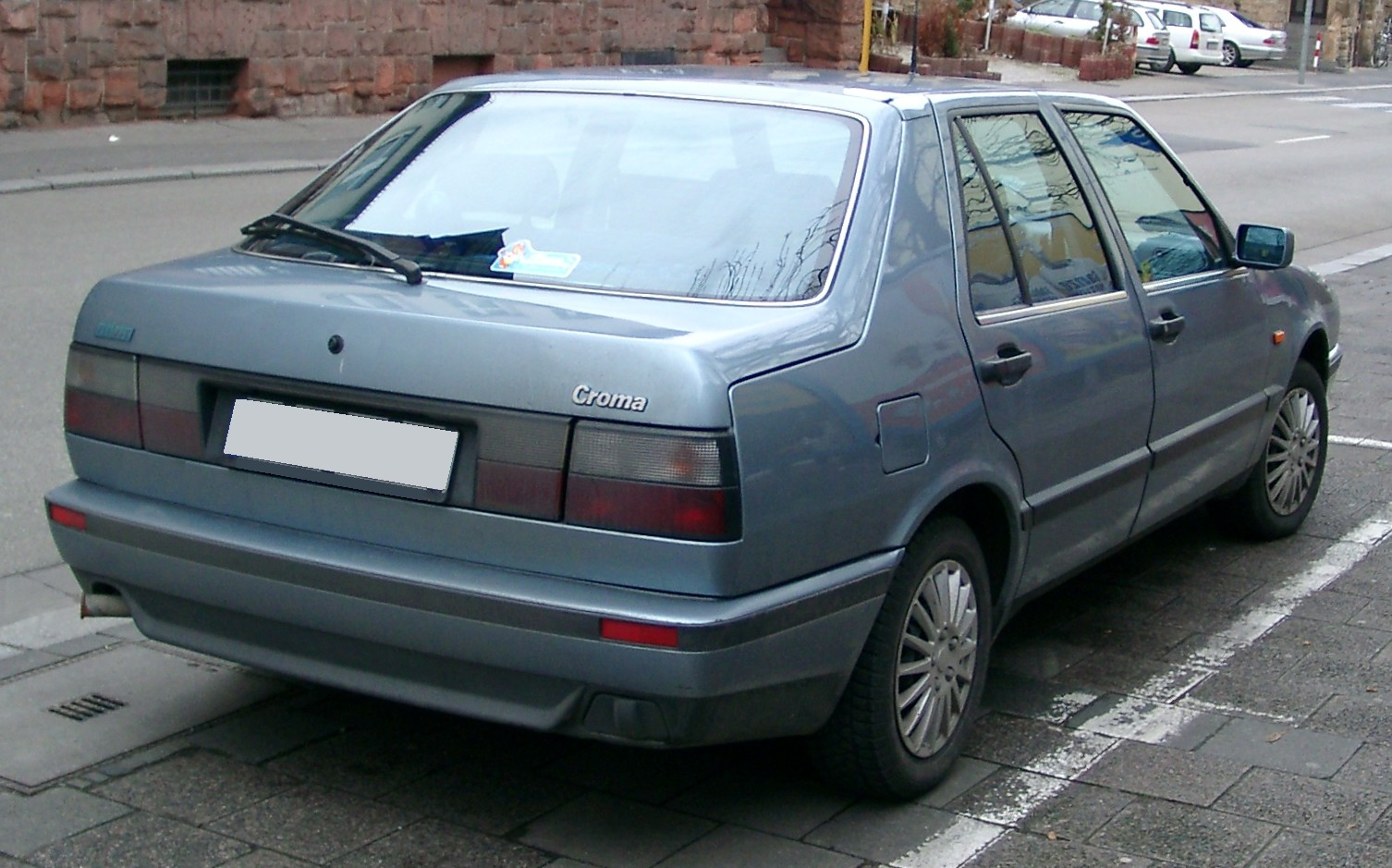
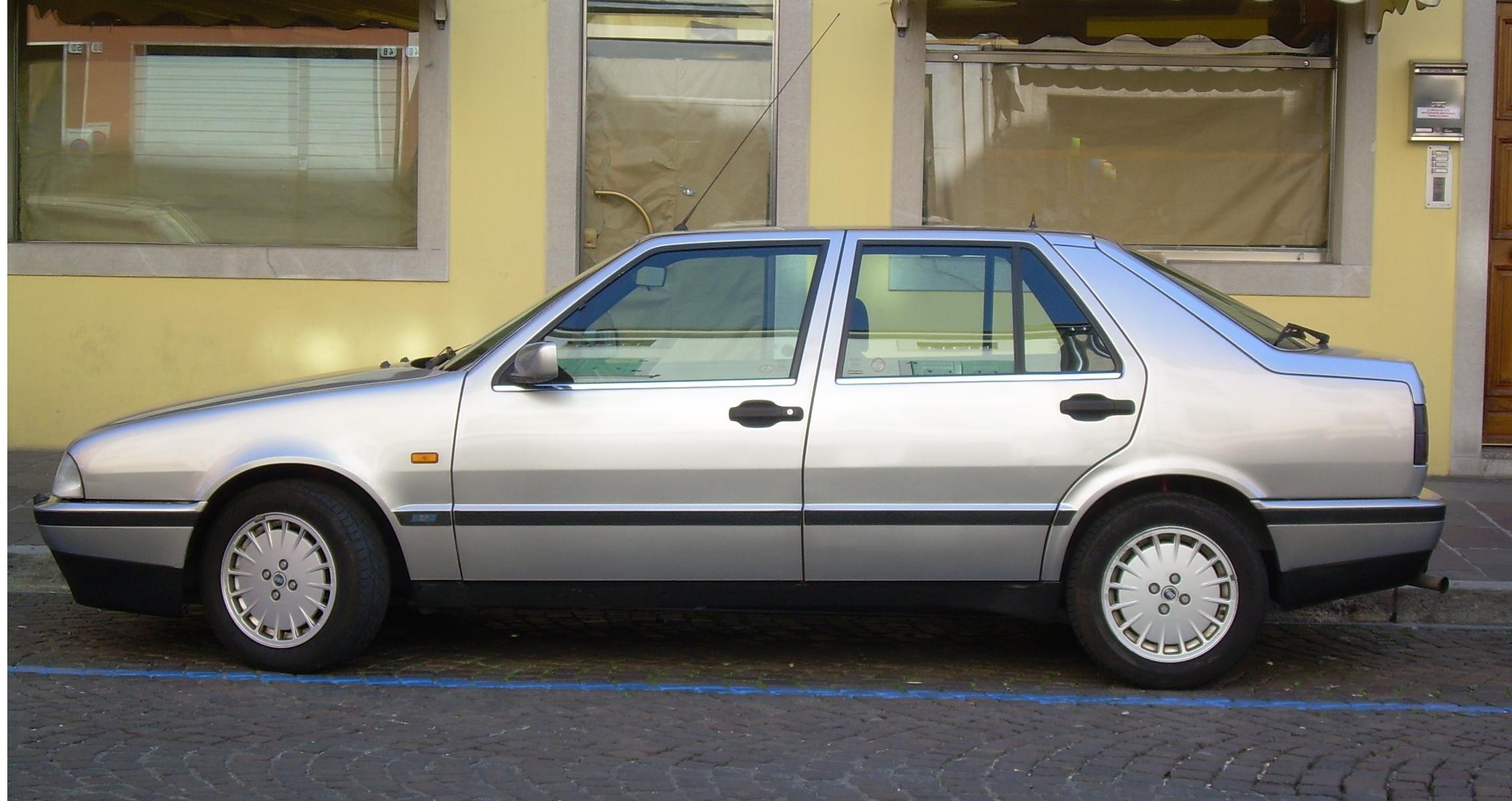

### ediciones especiales
- Croma Jarama

### Mecánicas
Sus motores gasolina son un 1,6 litros con carburador, dos válvulas por cilindro y 83 CV, un 2,0 litros con carburador y dos válvulas por cilindro de 90 o 98 CV, un 2,0 litros con inyección de combustible y dos válvulas por cilindro de entre 113 y 120 CV, un 2,0 litros con inyección de combustible y cuatro válvulas por cilindro en versiones atmosférica de 140 CV y con turbocompresor y 155 CV (luego 150 CV), y un 2,5 litros de 162 CV. Los Diésel son un 2,5 litros con inyección indirecta, disponible en variantes atmosférica de entre 75 y 83 CV y con turbocompresor de entre 90 y 118 CV, y un 1,9 litros con turbocompresor e inyección directa de 90cv (primera vez que se usa un motor turbodiesel de inyección directa en un vehículo de producción industrial) en los pre-restyling y 92cv en los posteriores a 1991 por la incorporación de un turbocompresor de geometría variable (primera vez en un vehículo de producción en cadena) CV. Todos los motores son de cuatro cilindros en línea, salvo el gasolina de 2,5 litros, que es un V6.

### Table resumen de mecánicas

#### Gasolina
| Mecánica       | Inicio | Fin  | Familia | Tecnología | Combustible | Cil. | Cubicaje (cc.) | Vál. | Potencia (CV/ rpm) | Par (Nm/ rpm) | Vel. máx. (km/h) | Aceleración 0-100 km/h (s) | Consumo (l/100km) | Emisión CO2 (g/km) | Transmisión          | Rel. |
| -------------- | ------ | ---- | ------- | ---------- | ----------- | ---- | -------------- | ---- | ------------------ | ------------- | ---------------- | -------------------------- | ----------------- | ------------------ | -------------------- | ---- |
| 1.6            | Debut  | 1991 |         |            | Gasolina    | L4   | 1585           | 8    | 82                 | /             |                  |                            |                   | EURO               | Delantera Manual     |      |
| 2.0 CHT        | Debut  | 1989 |         |            | Gasolina    | L4   | 1995           | 8    | 89                 | /             |                  |                            |                   | EURO               | Delantera Manual     |      |
| 2.0 CHT        | 1989   | 1992 |         |            | Gasolina    | L4   | 1995           | 8    | 100                | /             |                  |                            |                   | EURO               | Delantera Manual     |      |
| 2.0 i.e.       |        |      |         |            | Gasolina    | L4   | 1995           | 8    | 111                | /             |                  |                            |                   | EURO               | Delantera Manual     |      |
| 2.0 i.e.       | 1992   | 1996 |         |            | Gasolina    | L4   | 1995           | 8    | 114                | /             |                  |                            |                   | EURO               | Delantera Manual     |      |
| 2.0 i.e.       | Debut  | 1992 |         |            | Gasolina    | L4   | 1995           | 8    | 118                | /             |                  |                            |                   | EURO               | Delantera Manual     |      |
| 2.0 i.e. Auto  | 1989   | 1991 |         |            | Gasolina    | L4   | 1995           | 8    | 118                | /             |                  |                            |                   | EURO               | Delantera Automática |      |
| 2.0 i.e. 16V   | 1992   | 1996 |         |            | Gasolina    | L4   | 1995           | 16   | 136                | /             |                  |                            |                   | EURO               | Delantera Manual     |      |
| 2.0 i.e. Turbo | 1992   | 1996 |         |            | Gasolina    | L4   | 1995           | 8    | 150                | /             |                  |                            |                   | EURO               | Delantera Manual     |      |
| 2.0 i.e. Turbo | Debut  | 1992 |         |            | Gasolina    | L4   | 1995           | 8    | 155                | /             |                  |                            |                   | EURO               | Delantera Manual     |      |
| 2.5 V6         | 1993   | 1996 |         |            | Gasolina    | V6   | 2492           | 12   | 160                | /             |                  |                            |                   | EURO               | Delantera Manual     |      |

#### Diésel
| Mecánica | Inicio | Fin  | Familia | Tecnología | Combustible | Cil. | Cubicaje (cc.) | Vál. | Potencia (CV/ rpm) | Par (Nm/ rpm) | Vel. máx. (km/h) | Aceleración 0-100 km/h (s) | Consumo (l/100km) | Emisión CO2 (g/km) | Transmisión      | Rel. |
| -------- | ------ | ---- | ------- | ---------- | ----------- | ---- | -------------- | ---- | ------------------ | ------------- | ---------------- | -------------------------- | ----------------- | ------------------ | ---------------- | ---- |
| TD iD    | 1986   | 1991 |         |            | Gasóleo     | L4   | 1929           | 8    | 92                 | /             |                  |                            |                   | EURO               | Delantera Manual |      |
| TD iD    | 1992   | 1996 |         |            | Gasóleo     | L4   | 1929           | 8    | 94                 | /             |                  |                            |                   | EURO               | Delantera Manual |      |
| TD       | Debut  |      |         |            | Gasóleo     | L4   | 2445           | 8    | 100                | /             |                  |                            |                   | EURO               | Delantera Manual |      |
| D        | Debut  | 1988 |         |            | Gasóleo     | L4   | 2499           | 8    | 75                 | /             |                  |                            |                   | EURO               | Delantera Manual |      |
| TD       |        |      |         |            | Gasóleo     | L4   | 2499           | 8    | 100                | /             |                  |                            |                   | EURO               | Delantera Manual |      |
| TD       |        |      |         |            | Gasóleo     | L4   | 2499           | 8    | 104                | /             |                  |                            |                   | EURO               | Delantera Manual |      |
| TD       |        |      |         |            | Gasóleo     | L4   | 2499           | 8    | 116                | /             |                  |                            |                   | EURO               | Delantera Manual |      |